# Адольф — сверхчеловек

Джон Хартфилд. «Адольф — сверхчеловек», 1932

«Адольф — сверхчеловек», «Адольф — Сверхчеловек» (нем. Adolf, der Übermensch: Schluckt Gold und redet Blech) — фотомонтаж немецкого художника, фотографа, плакатиста и декоратора Джона Хартфилда. Представляет собой образец политической фотосатиры, одну из работ художника направленную против нацистов и их лидера — Адольфа Гитлера. В ней изобличается роль немецких промышленных кругов в финансировании его деятельности, а также демагогическое содержание его политики в отношении трудящихся. 
Фото было опубликовано в левом немецком журнале AIZ 17 июля 1932 года. Это произошло перед выборами 1933 года в Германский рейхстаг, на которых НСДАП одержала уверенную победу, что в дальнейшем позволило нацистам прийти к власти. После этих событий художник был вынужден бежать из Германии, куда он вернулся лишь в 1950 году.

## История создания

### Особенности творчества Джона Хартфилда
В 1915 году немецкий левый авангардист Хельмут Херцфельд англизировал свои имя и фамилию, став Джоном Хартфилдом — таким образом он выразил свой протест против германского военного патриотизма, в частности, антибританской шовинистической пропаганды, захлестнувших страну после начала Первой мировой войны. Поначалу он принадлежал к группе левых берлинских авангардистов, известных как «политические дадаисты». В 1919 году вступил в Коммунистическую партию Германии, придав своему творчеству политизированный характер. С 1930 года и вплоть до закрытия в 1938 году сотрудничал с немецким прокоммунистическим журналом AIZ (Arbeiter Illustrierte Zeitung — «Иллюстрированная рабочая газета»). Британский искусствовед Дэвид Хопкинс останавливался на сатирическом аспекте творчества бывшего дадаиста, подчёркивая его связи с авангардистским прошлым: «В своих искусных монтажах Хартфилд применял важнейшую для сюрреалистов технику наложения, создавая жестокие сатиры». Его работы являются не только отображением политической борьбы; они также направлены против пропагандистского использования нацистами в своих целях средств массовой информации. Хартфилд стремился художественными средствами вызывать чувство справедливости, рассматривал свои работу как вклад в политическую борьбу за интересы рабочего класса. Однако его творчество было оценено не только в левых кругах.

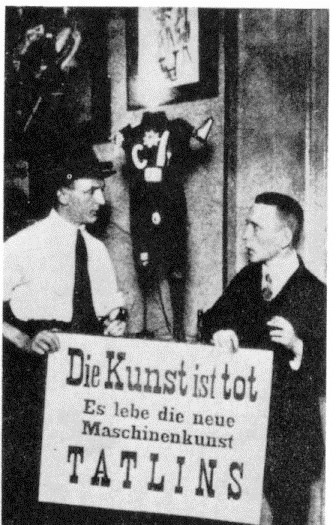
Георг Гросс (справа) и Джон Хартфилд. Надпись на плакате: «Искусство умерло. Да здравствует новое машинное искусство Татлина». 1920 год.

Некоторые фотоколлажи Хартфилда получили известность не только в стране, но и международное признание, становясь после журнальной публикации политическими плакатами, служа средством левой пропаганды. Важное место в его творчестве занимало обличение нацистской партии, её лидеров и финансовых спонсоров, а также соглашателей и пособников из числа представителей левого движения, центристских партий. Средством выражения его позиции служил фотомонтаж (фотоколлаж) — одним из пионеров которого он был. Для его творчества характерно то, что он редко фотографировал лично, поручая это делать профессиональным фотографам. Он много времени уделял сбору необходимого фотоматериала в архивах, собрав дома большое собрание изображений из печатной продукции, вырезок из СМИ и т. д. Использование фотомонтажа, одним из пионеров которого он был, освоил ещё в дадаистский период, после чего выработал свой индивидуальный, так называемый «бесшовный» стиль. По этому поводу в литературе указывалось: «Все его работы для AIZ выполнены именно так. Его персонажи — издевательские гротески и гибриды, карикатурные существа в фантастических пространствах выглядят „живописно“-реалистично. Производимый ими зловещий эффект, таким образом, усиливается. Основные инструменты Хартфилда — не только ножницы и клей, но и кисть ретушёра. Одновременно такое изображение доставляет больше визуального удовольствия, чем грубо состыкованные вырезки, и поэтому более привлекательно для широкой аудитории». Он связывал возникновение и распространение политического монтажа с необходимостью обходить цензурные ограничения, как, в частности, в период Первой мировой войны это делали немецкие солдаты, присылая письма домой, где речь шла о положении на фронте.

### Характеристика
Фотомонтаж «Адольф — сверхчеловек» был опубликован в журнале AIZ 17 июля 1932 года, перед выборами 1933 года в рейхстаг, на которых НСДАП одержала уверенную победу. На нём рентгеновский снимок грудной клетки совмещён с распространённой в то время реальной фотографией Адольфа Гитлера, снятой во время его выступления в берлинском Люстгартене. На месте сердца помещена свастика, несколько ниже орденский крестик. Хартфилд считал, что коллаж обязательно должен состоять из фотографий с комментариями (лозунгами), поскольку текстовое послание и фотографическое изображение взаимодействуют и между собой и с другими элементами композиции. Фотомонтаж сопровождался следующей пояснительной надписью: «Adolf, der Übermensch: Schluckt Gold und redet Blech» (русскоязычные варианты: «Супермен Адольф, заглатывает золото и несёт всякую чушь», «Адольф–супермен: поглощает золото, извергает жестянки», «„Адольф Сверхчеловек“, пожирающий золото и болтающий вздор», «Адольф, сверхчеловек, глотает золото и выплёвывает мусор»). На синтезе визуальных образов и текста работ Хартфилда останавливался немецкий историк искусства Петер Бюргер: «В первую очередь это не эстетические объекты, а изображения, предназначенные для чтения. Хартфилд обратился к старой технике эмблемы и использовал её политически». По его наблюдению, в «эмблемах» мастера изображение соединяется посредством двух текстов: «заголовка» (inscriptio) и более развёрнутого «пояснения» (subscription). В отношении антигитлеровского коллажа в качестве «заголовка» выступают слова «Адольф — Сверхчеловек», а «пояснения» — «Глотает золото — мелет чушь».
На работе Хартфилда лидер НСДАП застыл в момент произнесения одной из многочисленных своих экспрессивных речей. В это время внутрь него поступают монеты, падающие столбиком (имитируя человеческий позвоночник) по пищеводу и собирающиеся в животе. По замыслу автора, это недвусмысленно намекает на источники финансирования нацистской партии — со стороны немецкого крупного капитала, хотя фюрер часто в своих выступлениях демагогически апеллировал к защите интересов трудящихся. По оценке авторов издания «Фотография. Всемирная история», в этой работе: «Монтаж намекает на усиленное финансирование нацистской партии высшими слоями промышленников и финансистов и представляет Гитлера сторонником буржуазии, несмотря на его прорабочую риторику».   
О финансировании немецкими промышленными кругами политики Гитлера Хартфилд создал другой обличительный фотомонтаж, сопровождаемый надписью «Что означает гитлеровский салют: маленький человек требует крупных вложений. Девиз Гитлера: „За мной стоят миллионы“». На нём лидеру НСДАП, поднявшему руку в фашистском приветствии, стоящий за ним финансист вкладывает деньги (AIZ, 16 октября 1932 года). Также в монтаже «Адольф — сверхчеловек» усматривают аллюзию к алхимии: Гитлер превращает поступающее в него золото в мусор, будоража немецкий народ милитаристскими заявлениями. Фотомонтаж после публикации в журнале получил дополнительную известность и распространение в качестве антифашистского политического плаката.

## Последующие события
После прихода нацистов к власти Хартфилд подвергался преследованиям и в 1933 году вынужден был бежать из Германии сначала в Чехословакию, а затем в Великобританию. На родину он вернулся лишь через несколько лет после окончания Второй мировой войны.